# Pamětní síň Jana Zrzavého
Pamětní síň Jana Zrzavého je památník a muzeum v Krucemburku, je věnována malíři Janu Zrzavému, který se v Krucemburku nechal pohřbít. Byla otevřena spolu s informačním centrem městyse 8. června 2002, umístěna je právě v infocentru na náměstí Jana Zrzavého v budově čp. 13.

## Expozice
V expozici jsou umístěny informace o malíři Janu Zrzavém, informace o jeho životě a reprodukce jeho děl. Expozice je zřizována a provozována Společností Jana Zrzavého, ta byla založena v roce 1993, mezi základními cíli sdružení je zpřístupňování odkazu Jana Zrzavého, jeho díla a dalších informací a také je zpřístupňovat a udržovat právě v pamětní síni v Krucemburku. V roce 2015 byla expozice rozšířena o výstavu „Jan Zrzavý a Benátky“, výstava byla instalována k nedožitým 125. narozeninám.